# Broughtonia domingensis
Broughtonia domingensis es una especie de orquídea epífita originaria de  Centroamérica.

## Descripción

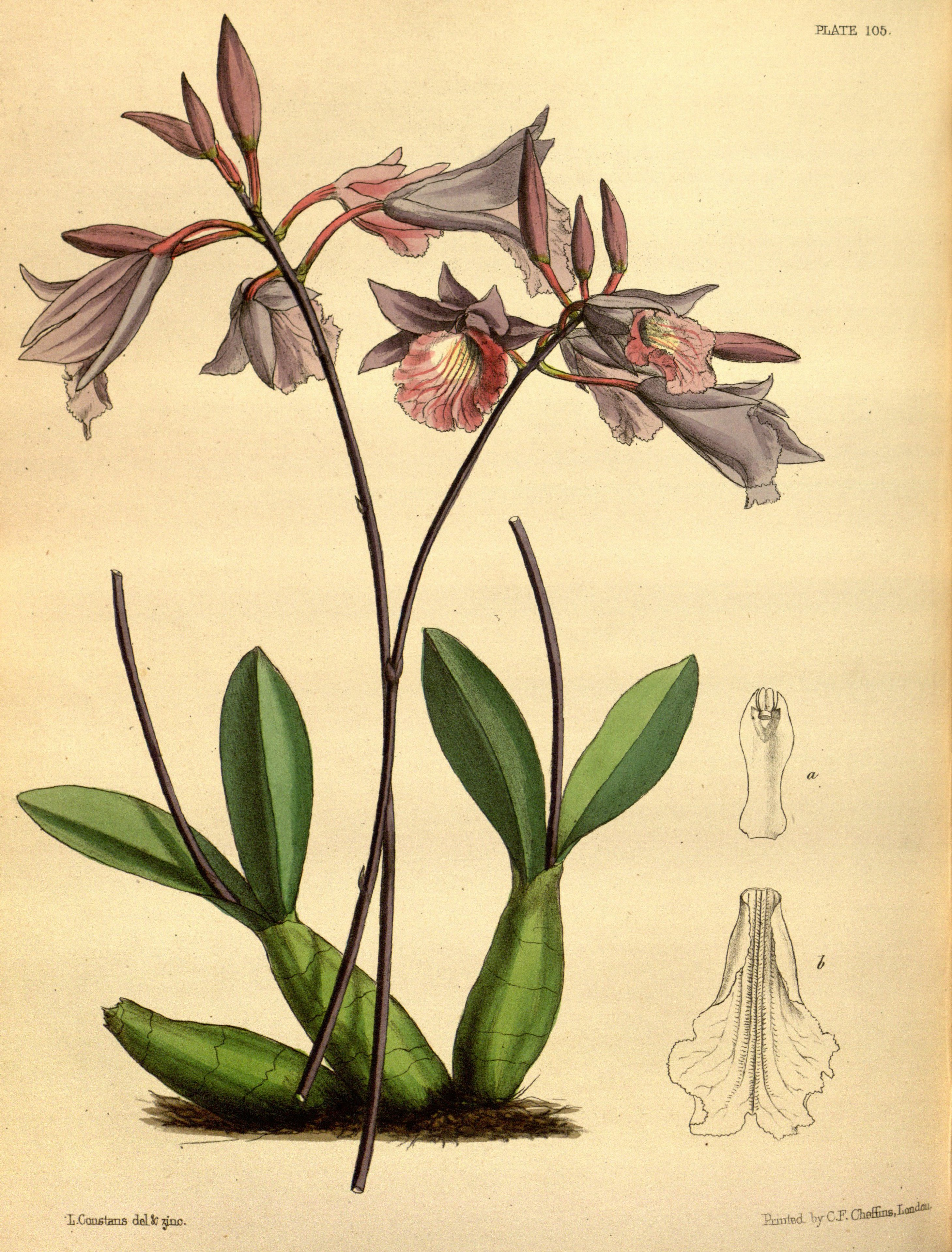
Ilustración

Es una pequeña orquídea  de tamaño pequeño, que prefiere el clima cálido, con hábitos de epífita con pseudobulbos ovoides a fusiforme-cilíndricos que llevan 2-3 hojas, lineales liguladas, desigual redondas o bilobulados apicalmente  con los márgenes serrulados. Florece con mayor frecuencia en la primavera y el verano en una inflorescencia de 60 cm de largo, esbelta, en forma de panícula con flores ligeramente fragantes, o no, con las flores agrupadas en la abertura del ápice sucesivamente durante un largo período. Se monta mejor en la madera y se le debe dar media sombra y humedad moderada, pero le gustan las condiciones xerófilas en el invierno.

## Distribución y hábitat
Se encuentra en la isla de La Española y Puerto Rico en Isla de Mona, donde se encuentra en el bosque de matorral costero seco a nivel del mar hasta alturas de 200 metros. 

## Taxonomía
Broughtonia domingensis fue descrita por (Lindl.) Rolfe y publicado en The Gardeners' Chronicle, ser. 3 5: 491. 1889.
Etimología
Broughtonia (abreviado Bro.): nombre genérico nombrado en honor de Arthur Broughton un botánico inglés que recolectó en Jamaica a principios del siglo XIX.
domingensis: epíteto geográfico que alude a su localización en Santo Domingo.
Sinonimia
- Bletia domingensis (Lindl.) Rchb.f.
- Broughtonia lilacina Henrard
- Broughtonia violacea S.Moore & Ayres
- Cattleya domingensis Lindl.
- Laelia domingensis (Lindl.) Millsp.
- Laeliopsis domingensis (Lindl.) Lindl.
- Laeliopsis domingensis var. alba Ariza-Julia & J.Jiménez Alm.	[4][5]